# 熊克武故居
熊克武故居位於四川省樂山市井研縣，文物遺址年代判定為1922年。2012年7月16日公佈為第八批四川省文物保護單位。
熊克武故居建於1922年，位於距井研縣城11公里的“鹽井灣”（今研經鎮）。故居為磚木結構，硬山式屋頂，總占地面積1104平方米，建築面積為773平方米。門廳為穿鬥式木結構，三穿用四柱，面闊15.6米，進深3.3米。中堂為穿鬥式梁架，三穿用五柱，面闊6間共32米，進深2間共8米，通高7米，門廳前設有5級踏道。故居整體風格莊重、典雅，富有四川民居建築特色。1984年，熊克武故居被井研縣人民政府公佈為縣級文物保護單位；1986年，熊克武故居被樂山市人民政府公佈為市級文物保護單位。